# Centro Tibetano por los Derechos del Hombre y la Democracia
Creado en 1996, el Centro Tibetano para los Derechos Humanos y la Democracia (TCHRD) es, según su director Urgen Tenzin, la primera organización no gubernamental tibetana en el exilio que asume la misión de promover y defender los derechos humanos en Tíbet, habiendo asumido también la Comunidad Tibetana en el Exilio. Es una ONG de derecho indio con sede en Dharamsala en India  y está bajo el patrocinio del 14.º Dalai Lama. Recibe la mayor parte de su presupuesto operativo de la fundación alemana Heinrich-Böll-Stiftung.

## Presentación

### Estatuto
El CTDDH es una organización no gubernamental según la legislación india, fundada en 1996 en virtud de la sección 2 de la Ley de Registro de Sociedades de la India (1860) y con sede en Dharamsala, India.
 Afirma ser independiente del Gobierno tibetano en el exilio (GTE), también llamada Administración Central del Tíbet (ACT). Se fundó a partir de la Oficina para los Derechos Humanos y la Democracia del Ministerio de Asuntos Exteriores tibetano, bajo el estatus legal de una ONG, ampliando sus posibilidades de acción política a nivel internacional, lo que le permite no alinearse necesariamente con la política de la ACT. Peter Ferdinand, profesor de Política y Estudios Internacionales de la Universidad de Warwick, la describe como afiliada a este Declara que su patrocinador es el décimo cuarto dalai lama Tenzin Gyatso.

### Objetivos y actividades
Según su director Urgen Tenzin, CTDDH es «la primera ONG en el exilio que ha asumido la misión de promover y defender los derechos humanos después de 1951, así como de educar y promover los principios de la democracia en la comunidad tibetana en el exilio».
El CTDDH declara que asiste a la Comisión de Derechos Humanos de las Naciones Unidas y participa en conferencias internacionales para informar sobre la situación de los derechos humanos en el Tíbet. Sin embargo, en 2002, no fue acreditado como observador en la preparación de la Cumbre Mundial sobre el Desarrollo Sostenible de la ONU.
Afirma que realiza investigaciones periódicas y sistemáticas sobre las violaciones de los derechos humanos en el Tíbet y publica documentos sobre los diversos problemas de derechos humanos a los que se enfrentan los tibetanos en el Tíbet.
Organiza talleres, seminarios, debates y campañas destinadas, según sus palabras, a crear una cultura de derechos humanos y democracia en la comunidad tibetana en el exilio.
Es muy activo en el campo de la educación en el exilio para promover la comprensión de la democracia por parte de la administración central tibetana. Para ello, organiza talleres en las escuelas y publica material didáctico.

### Financiación
Desde su fundación en 1996, el CTDDH ha recibido la mayor parte de su presupuesto operativo de la Fundación Heinrich-Böll. El CTDDH también depende, en menor medida, de otras fuentes de financiación como la Fundación Nacional para la Democracia (18 000 dólares en 2013 y 38 500 dólares en 2014), así como donaciones individuales  para pequeños proyectos y actividades como talleres y campañas. El CTDH también cuenta con miembros cuyas cuotas se mantienen al mínimo para animar a la gente a unirse al CTDH y permitirles recibir información sobre la situación de los derechos humanos en el Tíbet.

### Presidencia
Entre 1996 y 2002, Lobsang Nyandak, entonces miembro del parlamento tibetano en el exilio y vicepresidente/secretario del Partido Democrático Nacional Tibetano, fue el presidente del CTDDH. Le sucedió la Sra. Tsewang Lhadon en 2002. Urgen Tenzin] (o Urgyen Tenzin), antiguo miembro del Parlamento Tibetano en el Exilio, le sucedió. «A brief report on TCHRD's activities in the last ten years (1996-2006» (pdf) (en inglés). Consultado el 5 de diciembre de 2021. Tsering Tsomo es el presidente de la asociación.